# Royal Rumble (2005)
Royal Rumble 2005 var det attende årlige Royal Rumble, et professionel wrestling pay-per-view-event. Det fandt sted den 30. januar i 2005 i Save Mart Center i Fresno, California.
Denne PPV ledes af WWE-grundlæggeren, Vince McMahon. Aftenens deltagere var som alle andre gange, Monday Night Raw og Friday Night Smackdown.
Pay-Par-View'en bød på hele 6 kampe, samt aftenens 44 stjerner.

## Kampe
- Maven slår Rhyno (7:56) (Single Match)

- Edge slår Shawn Michaels (18:32) (Single Match)

- The Undertaker slår Heidenreich (13:20) (Casket Match)

- JBL slår Big Show og Kurt Angle (12:04) (Triple Threat Match)
  - JBL genvinder WWE Championship titlen

- Triple H slår Randy Orton (21:28) (Single Match)
  - Triple H genvinder World Heavyweight Championship titlen

- Batista vinder Royal Rumble kampen (51:27)
  - Batista sikrer sig chancen om at blive ny World Heavyweight Champion under WrestleMania 21

## Demonstration
Formænd
- Eric Bischoff (Monday Night Raw)
- Theodore Long (Friday Night Smackdown)
- Vince McMahon (World Wrestling Entertainment)

Kommentatorer
- Jerry Lawler (Monday Night Raw)
- Jim Ross (Monday Night Raw)
- Michael Cole (Friday Night Smackdown)
- Tazz (Friday Night Smackdown)

Dommere
- Brian Hebner (Friday Night Smackdown)
- Chad Patton (Monday Night Raw)
- Charles Robinson (Friday Night Smackdown)
- Earl Hebner (Monday Night Raw)
- Jack Doan (Monday Night Raw)
- Jim Korderas (Friday Night Smackdown)
- Mike Chioda (Monday Night Raw)
- Nick Patrick (Friday Night Smackdown)

Lodtrækkere
- Christy Hemme (Monday Night Raw)
- Torrie Wilson (Friday Night Smackdown)

## Rekorder
- Chris Benoit starter endnu engang inde som nummer 1#, ligesom sidste år i Royal Rumble 2004 hvor han vandt.
- Chris Benoit bliver endnu engang i ringen indtil sidste mand kommer ind.
- Dette er femte gang at en deltager blev overfaldet og kunne dermed ikke kæmpe om en plads i Royal Rumblen. (Scotty 2 Hotty)
- Scotty 2 Hotty bliver den eneste som er blevet overfaldet to gange før sin Royal Rumble kamp, ligesom i Royal Rumble 2002